# Aubacs
Aubacs és un jaciment arqueològic d'època paleolítica al terme municipal de l'Albagés, (Les Garrigues), inclòs a l'Inventari  del Patrimoni Arqueològic i Paleontològic de Catalunya.
Se situa en un context d'explotació agropecuària, en uns camps de cultiu en terrasses. El jaciment d'Aubacs fou localitzat com a resultat de la realització d'una prospecció arqueològica preventiva l'any 2003, en el marc del Pla Espacial Urbanístic de Reserva del Sòl (PEURS) al canal Segarra-Garrigues. Durant les tasques de prospeccions del Grup d'Investigació Prehistòrica (G.I.P) de la Universitat de Lleida, per encàrrec de l'empresa Regs de Catalunya SA (REGSA), es va documentar la presència d'un conjunt de materials lítics. Al jaciment d'Aubacs es va localitzar en superfície un conjunt de materials lítics patinats, conformat per un nucli i cinc ascles de sílex, i un fragment medial de làmina de sílex cremada.